# Első Pesti Egyetemi Rádió
Az Első Pesti Egyetemi Rádió egy budapesti, nem nyereségérdekelt kisközösségi rádió, mely az ELTE Bölcsészettudományi Kar Múzeum körúti kampuszán sugároz 2004 óta a 97,00 MHz-en. Informális elnevezése: EPER.

## Története
Az EPER a Média Universalis Alapítvány kezdeményezésére jött létre 2004 januárjában. Az Alapítvány az ELTE BTK Médiakutatási és Művészetelméleti Intézetével működik együtt. 
A Rádió célja tudományos, művészeti, kulturális ismeretterjesztés, (táv-)oktatás, fórum teremtése az itt tanulók és oktatók számára. 
A rádió 2004 októberében indult, 0,1 wattal, ami alig egy kilométeres vételkörzetet jelentett az adó körül. Az adó az ELTE Múzeum krt.-i épületében található, és szintén itt van stúdió is, amelyet a Médiakutatási és Művészetelméleti Intézet bocsátott a rádió rendelkezésére. Az adás 24 órás. 2005 elején hétszeresére bővült a besugárzási körzet, aminek köszönhetően kb. 4-5 kilométeres körben fogható az FM adás a VII, VIII. kerület belvárosi részén, valamint az V. és VI. kerület délkeleti területein.

## A műsorkészítők
Valamennyi műsorkészítő önkéntes. Többségben az ELTE bölcsész-, természettudományi és informatikai karjainak hallgatói készítik az adásokat.

## A műsorok
Két fő adástípus van az EPER adásán: egyetemi előadások közvetítései (felvételről, vágva) és magazinműsorok. A rádió internetes archívumából minden korábbi szerkesztett műsor letölthetően elérhető. Külön tematika köré csoportosulnak a történelmi adások, melyek a magyar nyelvű oral history (elbeszélt történelem) egyedülálló dokumentumai. A rádió a dokumentumműsorokon és ismeretterjesztő adásokon túl nagy hangsúlyt ad a hangjátékoknak, melyekből kb. félévente készül egy.